# Азям (посёлок)
Азям — упразднённый посёлок Ункурдинского сельского поселения в Нязепетровском районе Челябинской области России.

## Этимология
Название происходит от распространённого у башкир тюркского имени Азям или Азяш.

## История
Упразднён постановлением законодательного собрания Челябинской области № 1181 от 25.03.2004 г..

## Железнодорожный транспорт
Посёлок находился при бывшем одноимённом железнодорожном разъезде ЮУЖД Азям, открытом в 1932 году. ECP-код разъезда — 807122.

## Население
| 1970 | 1977 | 1983 | 1997 | 2002 |
| ---- | ---- | ---- | ---- | ---- |
| 41   | ↗52  | ↘37  | ↘8   | ↘0   |